# Mistrzostwa Śródziemnomorskie w Zapasach 2016
VI Mistrzostwa śródziemnomorskie w zapasach w rozgrywane były w Madrycie, w dniach 19-20 listopada 2016 roku, w hali Pabellón Exterior del Consejo Superior de Deportes. W zawodach brało udział 70 zapaśników z dziewięciu krajów.

## Tabela medalowa
Gospodarz zawodów został zaznaczony kolorem.
| Poz. | Państwo   |    |    |    | Łącznie |
| ---- | --------- | -- | -- | -- | ------- |
| 1    | Hiszpania | 14 | 7  | 8  | 29      |
| 2    | Algieria  | 4  | 7  | 1  | 12      |
| 3    | Serbia    | 3  | 1  | 2  | 6       |
| 4    | Tunezja   | 0  | 3  | 1  | 4       |
| 5    | Grecja    | 0  | 2  | 4  | 6       |
| 6    | Francja   | 0  | 1  | 3  | 4       |
|      | Łącznie   | 21 | 21 | 19 | 61      |

## Rezultaty

### Mężczyźni

#### Styl klasyczny
| Konkurencja         | Złoto            | Srebro                 | Brąz                           |
| Kategoria do 59 kg  | Abdennour Laouni | Albert Baghumyan       | Latuf Madi                     |
| Kategoria do 66 kg  | Ghilas Saadoudi  | Tamaš Nađ              | Vassilios Dermatas             |
| Kategoria do 71 kg  | Ismael Navarro   | Adrián Valero          | Mohamed Zarouri                |
| Kategoria do 75 kg  | Miguel Lomba     | Chawki Doulache        | Christos Kutsuridis            |
| Kategoria do 80 kg  | Petar Balo       | Adrián Fortún          | Juan Caballero Díaz            |
| Kategoria do 85 kg  | Jesús Gasca      | Matthias Dieda         | José López Gallego             |
| Kategoria do 98 kg  | Vladimir Stankić | Dimitrios Papadopoulos | Kostandinos Wurdanos           |
| Kategoria do 130 kg | Nemanja Pavlović | Nikolaos Leon          | Juan Heredia Mena Luc Zanetton |

#### Styl wolny
| Konkurencja         | Złoto                 | Srebro            | Brąz                                |
| Kategoria do 57 kg  | Amar Laissaoui        | Salaheddine Kateb | Ander Minayo                        |
| Kategoria do 61 kg  | Juan Pablo González   | Agustín Sánchez   | Abderrahmane Sayeh Fotios Papadakis |
| Kategoria do 65 kg  | Pablo Díez            | Zoheir Iftene     | Nikola Gajić                        |
| Kategoria do 70 kg  | Jonathan Álvarez Díaz | Mohamed Boudraa   | Airam González                      |
| Kategoria do 74 kg  | Agusti López          | Mohamed Boudina   | Rafael Mota Jovan Mirković          |
| Kategoria do 97 kg  | Daniel Rama           | Damian Iglesias   | Manuel Rama                         |
| Kategoria do 125 kg | José Cuba             | Marcos Correia    | -----                               |

### Kobiety

#### Styl wolny
| Konkurencja        | Złoto             | Srebro                | Brąz              |
| Kategoria do 48 kg | Eugenia Bustabad  | Hanene Salaouandji    | ----              |
| Kategoria do 55 kg | Graciela Sánchez  | Fatin al-Hammami      | ----              |
| Kategoria do 58 kg | Lydia Pérez       | Dorsaf Gharsi         | -----             |
| Kategoria do 60 kg | Blanca Rodríguez  | Amina Benabderrahmane | ----              |
| Kategoria do 69 kg | Houria Boukrif    | Rihem Ayari           | Lorena Lera Celda |
| Kategoria do 72 kg | Estefanía Ramírez | Noelia Lalín          | Wiem Trabelsi     |

- Hiszpanka Ana García Quirós w kategorii 63 kg i Algierka Chaimaa Kheira Yahiaouchi w wadze 53 kg, były jedynymi zawodniczkami zgłoszonymi do turnieju w swoich kategoriach wagowych. W tabeli medalowej nie uwzględniono ich jako złote medalistki.